# Je wordt ouder papa
"Je wordt ouder papa" is een nummer van de Nederlandse zanger Peter Koelewijn. Het verscheen op zijn eerste soloalbum Het beste in mij is niet goed genoeg voor jou uit 1977. In september van dat jaar werd het uitgebracht als de eerste single van het album.

## Achtergrond
"Je wordt ouder papa" is geschreven en geproduceerd door Koelewijn. Het nummer ontstond na een opmerking van Golden Earring-zanger en -gitarist George Kooymans. De twee woonden destijds in dezelfde straat en gingen regelmatig bij elkaar op bezoek. Op een dag stapte er een jongen op de twee af. Koelewijn vertelde hierover: "Het was zo'n gassie van een jaar of acht, net als toen mijn zoon Joep. Tegen George was het meteen: 'Meneer, mag ik uw handtekening?' Toen hij zich daarna tot mij wendde, stond ik al op om ook een handtekening te zetten, maar nee, hij kwam voor wat anders: 'Weet u waar Joep is? Ik zou met hem gaan spelen.' Geen idee dat ik ook iets in de muziek deed. George zag er de lol wel van in en sprak de onsterfelijke woorden: 'Ik kan wel merken dat je ouder wordt, papa'."
"Je wordt ouder papa" werd uitgebracht als de eerste single van Koelewijns eerste soloalbum Het beste in mij is niet goed genoeg voor jou. Koelewijn vond dit zelf geen goed idee, aangezien het rock-'n-rollgeluid deed denken aan zijn band Peter en zijn Rockets en hij als solo-artiest een andere kant van zichzelf wilde laten zien. Op aandringen van de omroep TROS, die het tot Paradeplaat uitriep, verscheen het toch als single. De single werd een hit in Nederland, waar het de 21e plaats in de Top 40 en de twintigste plaats in de Nationale Hitparade behaalde.
In 2019 verscheen een deluxeversie van het album Het beste in mij is niet goed genoeg voor jou. Op voorstel van muziekproducent Freddy Haayen, wiens favoriete nummer destijds "Je wordt ouder papa" was, nam Koelewijn destijds de nummers van het album in het Engels op, waarop Haayen het aan buitenlandse platenmaatschappijen zou aanbieden. De vertalingen op dit album werden geschreven door de onbekende David O'Ryan; dit nummer kreeg de titel "You're Growing Older Daddy". De opnamen bleven echter op de plank liggen nadat bleek dat men niet op hem zat te wachten. Ruim veertig jaar later werden de Engelstalige versies toegevoegd als bonustracks bij het album. In 2021 nam Koelewijn ook nog een nieuwe versie op als duet met de Belgische zanger Johan Verminnen ter gelegenheid van diens zeventigste verjaardag. Ook brachten de twee een nieuwe versie van Verminnens nummer "Laat me nu toch niet alleen" uit.

## Hitnoteringen

### Nederlandse Top 40
| Hitnotering: 01-10-1977 t/m 29-10-1977 | Hitnotering: 01-10-1977 t/m 29-10-1977 | Hitnotering: 01-10-1977 t/m 29-10-1977 | Hitnotering: 01-10-1977 t/m 29-10-1977 | Hitnotering: 01-10-1977 t/m 29-10-1977 | Hitnotering: 01-10-1977 t/m 29-10-1977 | Hitnotering: 01-10-1977 t/m 29-10-1977 |
| Week                                   | 1                                      | 2                                      | 3                                      | 4                                      | 5                                      |                                        |
| -------------------------------------- | -------------------------------------- | -------------------------------------- | -------------------------------------- | -------------------------------------- | -------------------------------------- | -------------------------------------- |
| Nummer                                 | 29                                     | 24                                     | 21                                     | 21                                     | 39                                     | uit                                    |

### Nationale Hitparade
| Hitnotering: 01-10-1977 t/m 15-10-1977 | Hitnotering: 01-10-1977 t/m 15-10-1977 | Hitnotering: 01-10-1977 t/m 15-10-1977 | Hitnotering: 01-10-1977 t/m 15-10-1977 | Hitnotering: 01-10-1977 t/m 15-10-1977 |
| Week                                   | 1                                      | 2                                      | 3                                      |                                        |
| -------------------------------------- | -------------------------------------- | -------------------------------------- | -------------------------------------- | -------------------------------------- |
| Nummer                                 | 26                                     | 26                                     | 20                                     | uit                                    |

### NPO Radio 2 Top 2000
| Nummer met noteringen in de NPO Radio 2 Top 2000 | '99  | '00  | '01  | '02  | '03  | '04  | '05  | '06  | '07  | '08  |
| ------------------------------------------------ | ---- | ---- | ---- | ---- | ---- | ---- | ---- | ---- | ---- | ---- |
| Je wordt ouder papa                              | 1703 | 1561 | 1889 | 1840 | 1995 | 1900 | 1541 | 1629 | 1820 | 1704 |

1. ↑  Een vetgedrukt getal geeft de hoogste notering aan.
2. ↑  Deze tabel is bijgewerkt tot en met de laatste editie (2024).